# (3825) Nürnberg
(3825) Nürnberg ist ein Asteroid des inneren Asteroiden-Hauptgürtels, der am 30. Oktober 1967 von Luboš Kohoutek an der Hamburger Sternwarte in Bergedorf entdeckt wurde. 

Der Durchmesser des Asteroiden wird auf 16,6 Kilometer geschätzt. Die Schätzung des Durchmessers beruht auf der Kenntnis von Entfernung und scheinbarer Helligkeit, sowie einer geschätzten Reflexionsfähigkeit des Lichts, der sog. Albedo. So ist beispielsweise eine elliptische Form mit den Abmessungen 13 km × 20 km denkbar. Er benötigt 3,36 Jahre für einen Sonnenumlauf, rotiert in 4,03 Stunden um seine eigene Achse und gehört zum Flora-Asteroidenschwarm, der mutmaßlich vor etwa 500 Millionen Jahren aus einer Kollision zwischen größeren Planeten hervorging.

## Entdeckung
Nürnberg wurde nachweislich erstmals in der Nacht vom 12. auf den 13. April 1915 von der Sternwarte Hamburg-Bergedorf beobachtet. Eine Bestimmung der Bahn, die ein Wiederauffinden ermöglicht hätte, konnte nicht durchgeführt werden. Weitere Beobachtungen erfolgten 1935 und 1952, ein Zusammenhang der Beobachtungen wurde jedoch nicht erkannt. Der Asteroid erhielt in diesen Jahren mehrere vorläufige Bezeichnungen (A915 GA = 1935 ED = 1952 HJ). Am 30. Oktober 1967 beobachtete Luboš Kohoutek den Asteroiden über einen Zeitraum von zwei Wochen. Dies ermöglichte eine Bahnbestimmung, und der Asteroid erhielt die vorläufige Bezeichnung 1967 UR. Weitere Beobachtungen von 1967 bis 1983 konnten später demselben Objekt zugeordnet werden (1973 SE5 = 1975 BQ1 = 1980 TN11 = 1983 RD4).

## Benennung
Nach 1967 erfolgten weitere Beobachtungen, worauf Nürnberg durch die Internationale Astronomische Union am 31. Mai 1988 die laufende Nummer 3825 erhielt. Seine Bahn galt zu diesem Zeitpunkt als gesichert. Die Beobachtungen in den Jahren vor und nach 1967 konnten in Zusammenhang gebracht werden. Luboš Kohoutek wurde das Recht zur Namensgebung zugesprochen, wovon er allerdings keinen Gebrauch machte.
Den Namen »Nürnberg« trägt dieser Asteroid seit dem 15. Oktober 2004 auf Vorschlag von Edgar Wunder. Die Entscheidung der IAU für die Namensgebung erfolgte anlässlich der feierlichen Inbetriebnahme des neuen großen Hauptfernrohrs der Regiomontanus-Sternwarte.